# Cephaloidophora olivia
Cephaloidophora olivia is een soort in de taxonomische indeling van de Myzozoa, een stam van microscopische parasitaire dieren. Het organisme komt uit het geslacht Cephaloidophora en behoort tot de familie Cephaloidophoridae. Cephaloidophora olivia werd in 1916 ontdekt door Watson.